# Forcarei
Forcarei település Spanyolországban, Pontevedra tartományban. Forcarei Lalín, O Irixo, Beariz, A Lama, Cerdedo-Cotobade, A Estrada és Silleda községekkel határos. Lakosainak száma 3127 fő (2024).

## Népesség
A település népessége az elmúlt években az alábbi módon változott:
| Lakosok száma | 4849 | 4616 | 4428 | 4219 | 3916 | 3696 | 3523 | 3388 | 3194 | 3127 |
|               | 2001 | 2004 | 2007 | 2009 | 2012 | 2014 | 2017 | 2019 | 2022 | 2024 |